# PDZD11
PDZD11 (англ. PDZ domain containing 11) – білок, який кодується однойменним геном, розташованим у людей на X-хромосомі. Довжина поліпептидного ланцюга білка становить 140 амінокислот, а молекулярна маса — 16 131.
| 10         |  | 20         |  | 30         |  | 40         |  | 50         |
| ---------- |  | ---------- |  | ---------- |  | ---------- |  | ---------- |
| MDSRIPYDDY |  | PVVFLPAYEN |  | PPAWIPPHER |  | VHHPDYNNEL |  | TQFLPRTITL |
| KKPPGAQLGF |  | NIRGGKASQL |  | GIFISKVIPD |  | SDAHRAGLQE |  | GDQVLAVNDV |
| DFQDIEHSKA |  | VEILKTAREI |  | SMRVRFFPYN |  | YHRQKERTVH |  |            |

A: Аланін

D: Аспарагінова кислота

E: Глутамінова кислота

F: Фенілаланін

G: Гліцин

H: Гістидин

I: Ізолейцин

K: Лізин

L: Лейцин

M: Метіонін

N: Аспарагін

P: Пролін

Q: Глутамін

R: Аргінін

S: Серин

T: Треонін

V: Валін

W: Триптофан

Задіяний у такому біологічному процесі, як альтернативний сплайсинг. 
Локалізований у цитоплазмі.
Також секретований назовні.